# J.G. Quintel
James Garland "J.G." Quintel (meestal geschreven als JG Quintel, Hanford, 13 september 1982) is een Amerikaans stemacteur, animator, scenarioschrijver, televisieproducent en televisieregisseur. Hij is vooral bekend als de maker van de Cartoon Network tekenfilm Regular Show, waarin hij eveneens de stemmen van de personages Mordecai en High Five Ghost verzorgde. Ook is hij de maker van de TBS reeks Close Enough en werkte hij mee aan de tekenfilms The Marvelous Misadventures of Flapjack en Camp Lazlo.
In mei 2017 werd aangekondigd dat TBS een nieuwe tekenfilmreeks van Quintel zou produceren, getiteld Close Enough, dit in een samenwerking van Cartoon Network Studios en Studio T.

## Filmografie

### Film
| Jaar | Titel                        | Regisseur | Scenarist | Animator | Acteur | Rol                                         | Nota's      |
| ---- | ---------------------------- | --------- | --------- | -------- | ------ | ------------------------------------------- | ----------- |
| 2005 | The Naive Man from Lolliland | Ja        | Ja        | Ja       |        |                                             | Kortfilm    |
| 2006 | 2 in the AM PM               | Ja        | Ja        | Ja       | Ja     | Tankstationbediende #1                      | Kortfilm    |
| 2008 | Horton Hears a Who!          |           |           | Ja       |        |                                             | Storyboards |
| 2015 | Regular Show: The Movie      | Ja        | Ja        | Ja       | Ja     | Mordecai / High Five Ghost/ Overige stemmen | Storyboards |

### Televisie
| Jaar            | Titel                                   | Regisseur | Scenarist | Producent | Animator | Acteur | Rol                                         | Nota's                                                                        |
| --------------- | --------------------------------------- | --------- | --------- | --------- | -------- | ------ | ------------------------------------------- | ----------------------------------------------------------------------------- |
| 2004            | Star Wars: Clone Wars                   |           |           |           | Ja       |        |                                             | Nakijken van storyboards                                                      |
| 2006–2008       | Camp Lazlo                              | Ja        | Ja        |           | Ja       |        |                                             | Storyboards                                                                   |
| 2006            | The X's                                 |           | Ja        |           | Ja       |        |                                             | Scenarist, storyboards Aflevering: "In-Law Enforcement"                       |
| 2008            | Phineas and Ferb                        |           | Ja        |           | Ja       |        |                                             | Scenarist, storyboards Aflevering: "Jerk De Soleil"                           |
| 2008–2010       | The Marvelous Misadventures of Flapjack | Ja        | Ja        |           | Ja       |        |                                             | Creatief regisseur, storyboards                                               |
| 2010, 2017      | Adventure Time                          |           | Ja        |           | Ja       | Ja     | Blue Jay                                    | Scenarist, storyboards Aflevering: "Ocean of Fear" Stem: Aflevering "Ketchup" |
| 2010–2017       | Regular Show                            | Ja        | Ja        | Ja        | Ja       | Ja     | Mordecai / High Five Ghost/ Overige stemmen | Maker, verhaal, producent, storyboards                                        |
| 2012            | Hall of Game Awards                     |           |           |           |          | Ja     | Mordecai                                    |                                                                               |
| 2016            | The Amazing World of Gumball            |           |           |           |          | Ja     | Mordecai / High Five Ghost                  | Aflevering: "The Boredom"                                                     |
| Nog niet bekend | Close Enough                            | Ja        | Ja        | Ja        | Ja       | Ja     | Nog niet bekend                             | Maker, verhaal, producent, storyboards                                        |

## Prijzen
| Jaar                                           | Prijs                   | Categorie                                                                                        | Werk                                                    | Resultaat   |
| ---------------------------------------------- | ----------------------- | ------------------------------------------------------------------------------------------------ | ------------------------------------------------------- | ----------- |
| 2005                                           | Nicktoons Film Festival | Producers Choice Award                                                                           | The Naive Man from Lolliland                            | Gewonnen    |
| 2005                                           | Nicktoons Film Festival | Student Animator Award                                                                           | The Naive Man from Lolliland                            | Gewonnen    |
| 2010                                           | Annie Award             | Televisieregie                                                                                   | The Marvelous Misadventures of Flapjack: Candy Casanova | Genomineerd |
| 63ste Primetime Creative Arts Emmy Awards 2011 | Primetime Emmy Award    | Primetime Emmy Award voor korte animatieproductie                                                | Regular Show: Mordecai and the Rigbys                   | Genomineerd |
| 64ste Primetime Creative Arts Emmy Awards 2012 | Primetime Emmy Award    | Primetime Emmy Award voor korte animatieproductie                                                | Regular Show: Eggscellent                               | Gewonnen    |
| 65ste Primetime Creative Arts Emmy Awards 2013 | Primetime Emmy Award    | Primetime Emmy Award voor korte animatieproductie                                                | Regular Show: A Bunch of Full Grown Geese               | Genomineerd |
| 65ste Primetime Creative Arts Emmy Awards 2013 | Primetime Emmy Award    | Primetime Emmy Award voor buitengewone animatieprogramma's (voor programma's korter dan een uur) | Regular Show: The Christmas Special                     | Genomineerd |
| 66ste Primetime Creative Arts Emmy Awards 2014 | Primetime Emmy Award    | Primetime Emmy Award voor korte animatieproductie                                                | Regular Show: The Last LaserDisc Player                 | Genomineerd |